# Яковлев, Александр Григорьевич (партийный деятель)
Александр Григорьевич Яковлев — советский хозяйственный, государственный и политический деятель.

## Биография
Родился в 1905 году в Москве. Член КПСС.
В 1923—1957 гг. — хозяйственный и советский деятель в Москве, председатель исполкома Сталинского районного Совета депутатов трудящихся города Москвы, первый секретарь Сталинского райкома КПСС.
Делегат XIX и XX съезда КПСС.
Умер в Москве после 1957 года.